# Republic XF-12 Rainbow
El Republic XF-12 Rainbow fue un prototipo estadounidense de avión de reconocimiento totalmente metálico de cuatro motores, diseñado por la Republic Aviation Company a finales de los años 40 del siglo XX. Como la mayoría de los grandes aviones de la época, usaba motores radiales (en este caso, el Pratt & Whitney R-4360 Wasp Major). El avión fue diseñado con la máxima eficiencia aerodinámica en mente. Se refirió al XF-12 como un avión que "volaba todos los cuatros",  es decir: cuatro motores, 400 mph (643,74 km/h) de crucero, 4000 millas náuticas (6 437,38 km) de alcance, a 40 000 pies (12 192 m). Todavía es el avión de motor de pistones más rápido de su tamaño, superando en casi 80,47 km/h al Boeing XB-39 de 1944. Aunque altamente innovador, el XF-12 Rainbow de posguerra tuvo que competir contra la más moderna tecnología del motor a reacción, y no entró en producción.

## Desarrollo
La propuesta original del avión, entregada a finales de 1943, surgió del Mando Aéreo del Servicio Técnico del Cuerpo Aéreo del Ejército de los Estados Unidos, ubicado en la Base de la Fuerza Aérea Wright-Patterson. La propuesta era por un avión de reconocimiento que incluía un requerimiento de velocidad (400 mph), techo (40 000 pies) y alcance (4000 nmi). Su objetivo principal era realizar sobrevuelos a gran velocidad sobre Japón y las instalaciones clave enemigas. Durante la Segunda Guerra Mundial, debido a los requerimientos de gran alcance al operar en el Pacífico, los cazas y bombarderos existentes estaban siendo usados en misiones para las que nunca fueron destinados. Existía la necesidad de un avión diseñado específicamente para la tarea del fotorreconocimiento. El avión requería capacidades adecuadas de velocidad, alcance y altitud para que sus misiones resultaran exitosas.
En agosto de 1943, el hijo del Presidente Franklin D. Roosevelt, el Coronel Elliot Roosevelt, jefe de la unidad de reconocimiento de F-5 (un P-38 modificado), recomendó la adquisición de un avión específico de fotorreconocimiento de altas prestaciones, capaz de proporcionar adquisición de objetivos y foto interpretación antes de ataque. Seguido de sobrevuelos adicionales posteriores al ataque para proporcionar análisis de su destrucción, proporcionaría a los jefes la habilidad de tomar decisiones estratégicas fundamentales y configurar ataques posteriores. El XF-12 fue el intento de Republic Aviation de alcanzar esos objetivos. Su principal oponente en esa época fue el Hughes XF-11. Ambos se presentaron al mismo tiempo, y ambos estaban propulsados por el nuevo P&W R-4360. El primer vuelo del XF-12 se realizó el 4 de febrero de 1946. Durante el posterior periodo de pruebas de vuelo y desarrollo, mostró la capacidad de operar a 14 000 m (45 000 pies), a una velocidad de 760 km/h (470 mph), con un alcance superior a los 7200 km (4500 nmi), con lo que alcanzó y superó los objetivos de diseño para los que había sido ideado. Ni el XF-11 ni el XF-12 fueron comprados en cantidad por las USAAF (dos de cada modelo), ya que su necesidad se evaporó al cesar las hostilidades de la Segunda Guerra Mundial.
Cuando el XF-12 fue modificado con equipamiento "todotiempo" aumentado y equipado con sus nuevos motores capaces de proporcionar pequeños repuntes de potencia extra, de repente adquirió una tremenda importancia a ojos de la Fuerza Aérea de los Estados Unidos y del Departamento de Estado. Como potente arma de inteligencia, el XF-12 tenía la capacidad de obtener fotografías tanto de día como bajo condiciones de visibilidad restringida a gran altitud y largo alcance, y a gran velocidad. En teoría, operando desde bases septentrionales (Alaska y Canadá), este "laboratorio fotográfico volante" era capaz cartografiar amplios tramos de territorio en las regiones árticas, realizando reconocimientos de forma casi invulnerable.

## Diseño

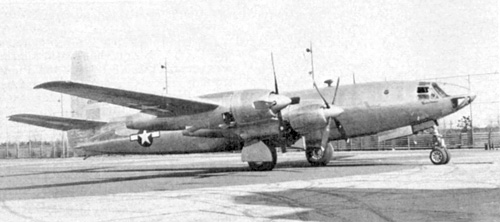
XF-12 Rainbow, alrededor de 1946.

Reducir la resistencia fue la principal consideración en el diseño del XF-12. Muchas de sus características fueron tomadas directamente de la considerable experiencia de Republic en el diseño de aviones. En un caso extremadamente raro de dirección de diseño, no se hizo absolutamente ningún compromiso con la aerodinámica en la forma de su fuselaje. Aviation Week fue citada afirmando que "el afilado morro y la forma de cigarro cilíndrico del XF-12 cumplen un sueño de diseñador de un diseño sin compromiso con consideraciones aerodinámicas".
Para cumplir su misión de reconocimiento, el XF-12 contenía tres compartimentos fotográficos separados por detrás del ala. Uno vertical, otro vertical dividido, y otro del sistema trimetrogon, usando cada uno una cámara Fairchild K-17 de seis pulgadas. Para las misiones de reconocimiento nocturno, el XF-12 tenía un gran hueco en la panza que acomodaba 18 bombas de destello fotográfico de alta intensidad, que eran eyectadas sobre el área del objetivo. Todas las bodegas fueron equipadas con puertas que se retraían interiormente operadas eléctricamente (de nuevo diseñadas para conseguir la máxima limpieza aerodinámica). Las lentes de las cámaras eran calentadas eléctricamente para eliminar la distorsión. Todo esto se combinaba para permitir realizar operaciones fotográficas durante vuelos a alta velocidad. El XF-12 también llevaba una variedad de equipamiento fotográfico, incluyendo completas instalaciones de cuarto oscuro que le permitían el desarrollo e impresión de películas en vuelo. Esto se aumentó con soportes de almacenamiento ajustables, capaces de manejar contenedores de película de cualquier tamaño y equipo fotográfico adicional. Permitía a las unidades de Inteligencia del Ejército tener acceso inmediato a la información que el avión era capaz de recolectar, sin retrasos en el proceso.
El Rainbow presentaba un ala trapezoidal recta con puntas cuadradas de gran alargamiento para una máxima eficiencia. Los motores presentaban una disposición de capota deslizante para facilitar el flujo de aire refrigerante, en lugar de la capota normal con aletas, que causaba demasiada resistencia. En la parte delantera de las capotas, los motores también estaban equipados con un "ventilador impulsor" de dos etapas, directamente detrás de buje y cubo de la hélice. Esto permitía que los motores tuvieran estrechas capotas de eficiencia aerodinámica, pero todavía proporcionando la corriente refrigerante que requerían los mismos. Cuando la capota anular deslizante estaba cerrada (durante el vuelo), el aire usado para refrigerar el motor era conducido a través de la góndola hasta el orificio trasero de escape con una ganancia neta de empuje, a diferencia de la penalización en resistencia de la refrigeración usual.
Todo el aire de las tomas del motor, radiadores de aceite y enfriadores era obtenido del frente de cada ala, entre los motores interior y exterior. Esto generaba menos resistencia que tomas individuales para cada componente. Además, debido a que el aire se tomaba de un área de alta presión en el frente del ala, esto proporcionaba un beneficio de "aire forzado" de potencia aumentada a gran velocidad, y una refrigeración más efectiva del aceite y los enfriadores. La porción de toma del ala comprendía el 25 % de la envergadura total. Fueron probadas extensivamente en túnel de viento buscando la eficiencia de la toma y del contorno de entrada. Este aire refrigerante, una vez utilizado, era conducido hacia la parte trasera de la góndola, para proporcionar empuje neto. La góndola motora entera tenía la longitud de un P-47 Thunderbolt (también construido por Republic). Cada motor presentaba dos turbocompresores General Electric, situados en la parte trasera de la góndola.
Todos los gases de escape de los P&W R-4360 eran conducidos directamente a la parte trasera de las góndolas. Esto proporcionaba empuje adicional. Los estudios mostraron que cada escape de motor generaba alrededor del equivalente a 250 hp a una alta velocidad de crucero a 12 192 m (40 000 pies).
El diseño original del XF-12 llevaba hélices contrarrotativas, similares a las usadas en el XF-11 original. Sin embargo, debido a problemas añadidos de complejidad y fiabilidad, estas hélices nunca fueron instaladas. Habrían sido hélices gemelas tripala (rotando en direcciones opuestas). Tal cual voló, el avión usó hélices estándar de cuatro palas Curtiss Electric en todos sus vuelos.

## Historia operacional

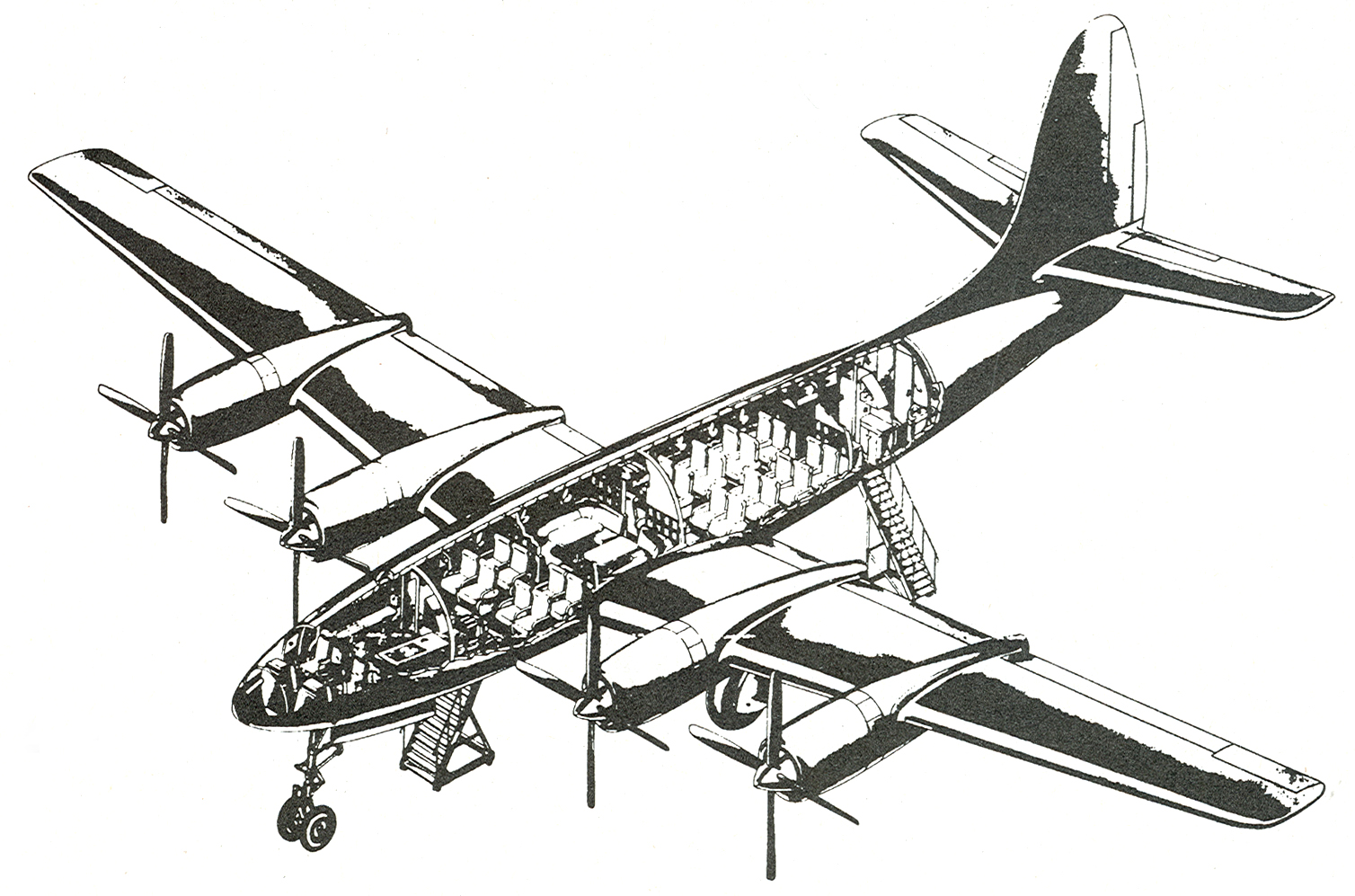
Corte esquemático del RC-2.

El primer prototipo resultó dañado al aterrizar el 10 de julio de 1947. El avión estaba realizando pruebas de aterrizaje con peso máximo. Durante un aterrizaje particularmente duro, la pata derecha del tren principal se rompió en la góndola motora. El avión rebotó fuertemente y se tambaleó de vuelta al aire. El piloto de pruebas fue capaz de mantener el control, y subir a una altura segura. Continuó volando el avión para quemar el exceso de combustible, para hacer al avión más ligero y reducir la posibilidad de fuego. Una vez que el exceso de combustible fue consumido, el piloto aterrizó con la pata principal izquierda y la de morro. El piloto tocó pista, y mientras mantenía el ala derecha arriba, redujo la velocidad lo máximo posible antes de tocar definitivamente. Durante el incidente, el avión sufrió daños considerables. El larguero del ala derecha se agrietó, y los motores números 3 y 4 y sus hélices necesitaron ser reemplazados debido al contacto con el terreno. El avión fue reparado por Republic, y más tarde volvió al servicio.
La única diferencia externa entre los primer y segundo prototipos fue la adición de tomas de refrigeración en la parte superior de las capotas motoras. Internamente, el segundo prototipo estaba mucho más "acabado". Incluía su equipamiento de reconocimiento completamente operacional, para permitir la realización de más pruebas.
El XF-12 fue redesignado más tarde como XR-12, cuando las Fuerzas Aéreas del Ejército de los Estados Unidos se separaron del Ejército y se convirtieron en la Fuerza Aérea de los Estados Unidos.
La parte más exitosa de la historia de vuelos del XF-12 es la "Operación Ojo de Pájaro" (Operation Birds Eye). La misión fue ideada para mostrar las capacidades fotográficas definitivas del recién designado XF-12. El 1 de septiembre de 1948, el segundo prototipo del XF-12 despegó del Centro de Pruebas de Vuelo de la USAF en Muroc, California, y ascendió en dirección oeste para ganar altura sobre el Océano Pacífico. Una vez que alcanzó su altitud de crucero de 40 000 pies, el XF-12 giró al este y comenzó a fotografiar su senda de vuelo completa sobre los Estados Unidos. La tripulación tomó una cinta de película continua de 325 pies de largo compuesta de 390 fotos individuales (10 pulgadas por foto), cubriendo un campo de visión de 490 millas de extensión. El avión aterrizó en el Mitchel Field en Garden City, Long Island, Nueva York, completando un vuelo de 6 h 55 min de duración a una velocidad media de 361 mph (aprox. 1 m 4 s por foto). El vuelo de récord fue presentado en la revista Life del 29 de noviembre de 1948, y la cinta de película real fue exhibida en la Convención de la USAF de 1948 en Nueva York.
En el momento en que se realizó este vuelo récord, la Fuerza Aérea estadounidense ya había cancelado el programa del XF-12 al completo. La principal razón de su abandono fue la disponibilidad de que los modelos Boeing B-29 Superfortress y B-50 cubrieran el requerimiento de fotorreconocimiento de largo alcance hasta que el mucho más capaz Boeing RB-47 Stratojet fuera puesto en servicio. Los B-29 y B-50 le dieron a la USAF opciones menos costosas "listas para su uso".
Republic había tenido también la intención de construir una versión comercial del avión, conocida como RC-2. Esta variante se suponía que iba a ser una versión "estirada" del XF-12, creciendo en longitud de los 28,59 m a los 30,10 m, con la adición de un tramo de fuselaje por delante del ala. También se suponía que la compleja sección de morro de Plexiglás sería reemplazada por un morro sólido metálico con un parabrisas bifurcado. La capacidad de combustible habría sido aumentada, y los más potentes (a baja altitud) P&W R-4360-59 habrían sustituido a los P&W R-4360-31 de la versión de la Fuerza Aérea estadounidense. Los motores solo habrían tenido un único turbosobrealimentador General Electric cada uno, en lugar de la disposición doble del modelo de la Fuerza Aérea. El avión sería lujosamente acabado para 46 pasajeros y siete tripulantes. Habría estado totalmente presurizado a nivel del mar, tendría aire acondicionado, con una cocina eléctrica para comidas calientes y con un salón de a bordo. Habría sido capaz de volar a velocidad de crucero sobre el mal tiempo a 700 km/h a 12 192 m (40 000 pies). No se construyeron ejemplares de este avión.
Sin una orden de la Fuerza Aérea estadounidense para compensar el coste del desarrollo y utillaje, el coste de construcción de los aviones comerciales civiles aumentó exponencialmente. Como resultado, las dos aerolíneas (American Airlines y Pan Am) que originalmente habían emitido órdenes de compra de tanteo, las cancelaron debido al coste adicional por unidad. Económicamente, el RC-2 no era factible como otros diseños disponibles de la época, como el Lockheed Constellation y el Douglas DC-6. Ambos aviones podían llevar a más gente a un coste inferior por milla. Además, después de que cesaran las hostilidades de la Segunda Guerra Mundial, había grandes colecciones de transportes militares excedentes disponibles para su compra, como el Douglas C-54 Skymaster. Estos antiguos aviones de transporte se prestaban a sí mismos para convertirse en aviones comerciales por una fracción del coste de comprar un avión nuevo. Sin órdenes adicionales, Republic canceló todos los planes de construir no solo el XF-12, sino también el RC-2, dejando solo los dos prototipos originales.
El 7 de noviembre de 1948, el prototipo número dos, 44-91003, se estrelló a las 13:00 mientras regresaba a la Base de la Fuerza Aérea Eglin, Florida. El motor número dos (interior de babor) explosionó cuando el avión regresaba de un vuelo de pruebas de idoneidad fotográfica. El piloto fue incapaz de mantener el control debido a un violento zarandeo, y ordenó saltar a la tripulación. Cinco de los siete tripulantes escaparon sin peligro, incluyendo el piloto Lynn Hendrix, rescatados por helicópteros y lanchas de rescate de Eglin. La célula impactó a dos millas al sur de la base, en la Bahía Choctawhatchee. El Sargento Vernon B. Palmer y el Sargento Maestro Victor C. Riberdy resultaron muertos. El primer prototipo, que había vuelto al servicio en 1948, continuó las pruebas de vuelo y la fase de desarrollo. Después de que la USAF se negara a ordenar más aviones adicionales, y con la pérdida del segundo prototipo, el periodo de pruebas de vuelo fue herido de muerte. En junio de 1952, el primer prototipo, 44-91002, fue retirado (habiendo volado solo 117 horas adicionales desde 1949-52), fue borrado del inventario de la USAF, y acabó como blanco en el Aberdeen Proving Ground, Maryland.
Si el XF-12 Rainbow hubiera estado disponible en 1944, casi inevitablemente hubiera sido ordenado en cantidad y, junto con su homólogo civil, toda la estructura de posguerra del mercado de aviación habría sido alterada. Tal y como pasó, el XF-12 desapareció en el olvido, a pesar de sus agraciadas líneas y altas prestaciones. Según Machat, en el Rainbow perdura la expresión última del diseño de aviones multimotor de pistón. Su gran velocidad, su forma aerodinámica casi perfecta y sus motores perfectamente recubiertos le hacen un diseño clásico, a menudo no apreciado, y no muy bien conocido. El XF-12 fue el avión más rápido de cuatro motores de pistón puros de su época, y el único en sobrepasar los 725 km/h en vuelo nivelado. Lo más parecido al Rainbow que nunca tuvo la USAF, los 44 Boeing RB-50B (convertidos desde bombarderos), solo podían alcanzar los 620 km/h a 7620 m (25 000 pies) con exactamente los mismos motores (Wasp Major).

## Variantes
XF-12
Designación inicial del modelo, dos construidos.
XR-12
Designación dada por la USAF al XF-12.
RC-2
Proyectada versión civil del XF-12, no construida.

## Operadores
Estados Unidos
- Fuerzas Aéreas del Ejército de los Estados Unidos
- Fuerza Aérea de los Estados Unidos

## Especificaciones (XF-12)
Referencia datos: Jane's all the World's Aircraft 1947

### Características generales
- Tripulación: Siete
- Capacidad: (RC-2: 46 pasajeros)
- Longitud: 28,59 m (RC-2: 30,10 m)
- Envergadura: 39,4 m (129,1 ft)
- Altura: 8,63 m (RC-2: 9,12 m)
- Superficie alar: 152 m² (1636,2 ft²)
- Peso vacío: 29 484 kg (RC-2: 30 380 kg)
- Peso cargado: 45 994 kg (RC-2: 51 800 kg)
- Planta motriz: 4× motor radial de 28 cilindros en cuatro filas refrigerado por aire Pratt & Whitney R-4360-31 Wasp Major.
  - Potencia: 2420 kW (3336 HP; 3291 CV) cada uno.
- Hélices: Curtiss cuatripala de velocidad constante y paso reversible
- Diámetro de la hélice: 4,9 m
- Capacidad de combustible: 19 000 l

### Rendimiento
- Velocidad máxima operativa (Vno): 760 km/h (472 MPH; 410 kt) (RC-2: 720 km/h)
- Velocidad crucero (Vc): 640 km/h (398 MPH; 346 kt) a 12 000 m (40 000 pies)
- Velocidad de entrada en pérdida (Vs): 167 km/h (104 MPH; 90 kt)
- Alcance: 7200 km (3888 nmi; 4474 mi) (RC-2: 6600 km)
- Techo de vuelo: 13 000 m (42 651 ft) (RC-2: 12 000 m (41 000 pies))
- Régimen de ascenso: 25 m/s (4921 ft/min) (RC-2: 8,5 m/s (1680 pies/min))
- Carga alar: 302 kg/m² (61,9 lb/ft²) (RC-2: 340 kg/m² (69,6 lb/sq ft))
- Potencia/peso: 5,09 kg/kW (8,4 lb/hp) (RC-2: 4,855 kg/kW (8 lb/hp))
- Carrera de despegue: (RC-2) 1510 m a 15 m (50 pies)
- Distancia de aterrizaje: (RC-2) 1080 m a 15 m (50 pies)

## Aeronaves relacionadas

### Aeronaves similares
- Boeing RB-29 Superfortress
- Hughes XF-11
- Lockheed R7V-2/YC-121F Constellation
- SNCASE SE-1010

### Secuencias de designación
- Secuencia F-_ (Aviones de Reconocimiento del USAAS/USAAC/USAAF/USAF (Prefijo F-), 1930-1948): ← F-9 - F-10 - F-11 - F-12 - F-13 - F-14 - F-15
- Secuencia R-_ (Aviones de Reconocimiento de la USAF (Prefijo R-), 1948-1962): R-11 - R-12 - R-16